# Лысцево (Коломенский район)
Лысцево — село в Коломенском районе Московской области. Относится к Проводниковскому сельскому поселению.

## География
Село расположено на левом берегу реки Коломенка рядом с селом Лукерьино. 

## История

Церковь Покрова Пресвятой Богородицы в Лысцево

Почти все исследователи возникновение села Лысцева относят к середине XIV столетия. Однако, это не так. В Писцовых книгах Московского государства XVI века не упоминается Лысцево на Коломенке, но есть Лысцево на реке Песоченке, которое и ныне находится на своём месте, на территории Раменского района в Ульянинском сельском поселении. Скорее всего, именно оно первоначально находилось во владении Ивана Калиты и на протяжении нескольких столетий оставалось великокняжеским. 
В 1766 году церковь села Лысцево на Коломенке относилась к градской десятине Коломенской епархии. Духовные лица церкви на тот год: священник Василий Савин [сын], диакон Сергий Яковлев [сын], дьячок Яков Никифоров [сын], пономарь Фёдор Никитин [сын]. Село было вотчиной капитана Михаила Васильевича Ртищева. К приходу церкви Покрова Пресвятой Богородицы относились дворы из близлежащих населённых пунктов - Хорошово, Ульяновки, Сметанина, Семибратского и Пирютина. Приход церкви Покрова Пресвятой Богородицы составлял почти 1200 человек. Вотчина капитана М.В. Ртищева состояла из 53 крестьянских дворов. 14 дворов принадлежали коломенскому купцу Ивану Тимофеевичу Мещанинову. Во дворах жили его крестьяне из сельца Хорошово (ныне - деревня Верхнее Хорошово), работавшие на суконной фабрике Мещанинова в Лукерьино. В других 14 дворах жили крестьяне сельца Ульяновки, принадлежавшие Его Высографскому Сиятельству генерал фельдмаршалу Александру Борисовичу Бутурлину. В 1 дворе жили дворовые люди из сельца Сметанина бывшего канцеляриста коломенской воеводской канцелярии Свищева Сергея Казмина сына. В пятой вотчине, в 15 дворах, жили дворовые люди и крестьяне из сельца Семибратского, принадлежавшие генералу Ивану Семёновичу Пашкову. В последней, шестой вотчине, в одном дворе жили крестьяне из деревни Пирютино, принадлежавшие прапорщику лейб гвардии Семёновского полка Алексею Григорьевичу Наумову. В селе Лысцове в 1766 году проживали раскольники - крестьяне этого села и сельца Ульяновки: 37 мужчин и 31 женщина.  
В 1780 году тщанием Михаила Васильевича Ртищева в селе была построена из камня Покровская церковь. В 1818 году крестьянин Н. С. Кудинов основал в селе фарфоровый завод.

## Население
| 2002 | 2006 | 2010 |
| ---- | ---- | ---- |
| 142  | ↘137 | ↘136 |

## Достопримечательности
- Покровская церковь (1873, архитектор В. О. Грудзин)